# Родика Матеску
Родика Матеску (рум. Rodica Mateescu рођена Петреску 13. март 1971, Букурешт) је бивша румунска атлетичарка која се специјализовала за троскок. Поред троскока стакала је и скок удаљ, а трчала је 100 m препоне.
Најбоље резултате је постигла 1997. када је на Светском првенству у Атини освојила друго место својим најбољим резултатом у троскоку 15,16 метара. Исте године била је четврта на Светском првенству у дворани у Паризу и трећа на ИААФ Гран при финалу у Фукоки у Јапану.
Удата је за румунског атлетичара на 400 m препоне Mugora Matesku.

## Значајнији резултати
| Год. | Такмичење                      | Место              | Пласман | Резултат |
| ---- | ------------------------------ | ------------------ | ------- | -------- |
| 1995 | Светско првенство у дворани    | Барселона, Шпанија | 9       | 13,60    |
| 1995 | Светско првенство на отвореном | Гетеборг, Шведска  | 5       | 14,82    |
| 1997 | Светско првенство у дворани    | Атина, Грчка       | 4       | 14,65    |
| 1997 | Светско првенство на отвореном | Минхен, Немачка    | 2       | 15,16    |
| 1997 | ИААФ Гранд при                 | Фукуока, Јапан     | 3       | 14,59    |
| 1999 | Светско првенство у дворани    | Маебаши, Јапан     | 9.      | 14,04    |

### Лични рекорди
- на отвореном:

100 м препоне — 14,21 1. јануар 1989.
скок удаљ — 6,35 м 1. јануар 1996.
троскок — 15,16 м 4. август 1997. Атина, Грчка
- у дворани

скок удаљ — 6,36 м 20. јануар 1996. Букурешт, Румунија
троскок — 14,91 м 1. март 1997. Букурешт, Румунија